# Вільям Слім
Вільям Джо́зеф Слім, 1-й віконт Слім Яралумласький (англ. William Joseph Slim, 1st Viscount Slim of Yarralumla; нар.6 грудня 1891, Бристоль — 14 грудня 1970, Лондон) — талановитий британський воєначальник Другої світової війни, фельдмаршал з 1949 року, тринадцятий генерал-губернатор Австралії (від 8 травня 1953 р. до 2 лютого 1960 р.).

## Життєпис
Народився в районі Бішопстон міста Брістоль у Британській імперії, в сім'ї дрібного підприємця Джона та його дружини Шарлоти Такер. Був хрещений в римо-католицькій церкві св. Бонавентури. Незабаром сім'я переїхала в Бірмінгем. Де він завершив навчання у школі Святого Філіпа й школі Короля Едуарда. Після школи працював викладачем у початковій школі, потім з 1910 р. до 1914 р. працював клерком у фірмі з виробництва металевих труб. Від 1912 р. навчався в Бірмінгемському навчальному офіцерському корпусі.
Вступив на службу до Британської армії в 1914 році, 22 серпня зарахований до Королівського Уорікшірського полку в чині другого лейтенанта. У 1915 р. брав участь у Дарданельській операції й наступних боях на Галіполійському фронті. Був важко поранений, після одужання направлений з Англії в Британську Індійську армію та в її складі у жовтні 1916 р. воював на Месопотамському фронті. 4 березня 1917 р. отримав звання лейтенанта. У 1917 р. вдруге був поранений. 7 лютого 1918 р. нагороджений Військовим хрестом за службу в Месопотамії.
Від 2 листопада 1918 р. служив у 6-му Гуркхському полку. 22 травня 1919 р. офіційно підвищений до звання капітана й переведений в Британську індійську армію. У 1921 р. став ад'ютантом батальйону. Закінчив командно-штабний коледж в Кветі в 1926 р. і штабний коледж у Камберлі в Кемберлі в 1937 р.. З 1929 р. служив офіцером Генерального штабу в Британській Індії. З 1938 р. командував батальйоном в 7-му Гуркхському полку, з 1939 р. — начальник школи старших офіцерів в індійському місті Белгаум.
Відразу після початку Другої світової війни у вересні 1939 р. призначений командиром 10-ї індійської бригади, спішно перекинутої в Британське Сомалі. Брав участь у бойових діях під час Східно-Африканської кампанії. Там же був поранений в третій раз. У початку 1941 р. призначений командиром 10-ї індійської дивізії, на чолі якої взяв участь в Сирійсько-Ліванській операції. Потім дивізія Сліма була передислокована в Ірак і в серпні 1941 р. взяла участь у введенні британсько-радянських військ до Ірану. Його війська наступали з півдня від узбережжя Перської затоки і в районі м. Тегерану зустрілися з радянськими військами.
У березні 1942 р. Слім був направлений до Бірми у британську колонію, що була майже повністю окупована японськими військами, які стояли на кордоні Британської Індії. Спочатку призначений командиром 1-го Бірманського корпусу, потім командиром 15-го армійського корпусу. Він упорядкував розбиті частини, сформував з них боєздатні підрозділи. Маючи величезну протяжність фронту і незначну кількість військ, Слім зміг знайти ефективну тактику проти дій японців. Він максимально враховував складні природні умови регіону, перш за все мінімальну кількість доріг, придатних для просування військ. Розпочав організовувати потужні укріплені райони на основних перевалах і перехрестях доріг, утримання яких позбавляло супротивника можливості вести наступальні дії. Такі укріпрайони спочатку готувалися до тривалої оборони в умовах повної ізоляції та володіли аеродромами для зв'язку з основними британськими силами. Для створення загрози розтягнутим японським комунікаціям він сформував численні диверсійні загони. Приділяв велику увагу залученню на свою сторону корінного населення Бірми, котрі на початку ставилися до японців з симпатією, як до визволителів від британського колоніального панування. З огляду на нездатність місцевої дорожньої мережі впоратися з постачанням своїх військ, основний акцент у постачанні робив на авіацію (для чого побудував густу аеродромну мережу), на гужовий і в'ючних транспорт. У 1943 р. сформував 14-у британську армію (переважно з індійських і африканських частин) та став її командувачем. У 1943 р. в деяких операціях йому вдалося відбити розрізнені атаки японців і завдати їм відчутних втрат, а також почати просування на захід. Був встановлений стійкий зв'язок з китайськими військами на півночі Бірми. У першій половині 1944 р., коли японське командування посилило свої частини й спробувало взяти реванш, в запеклих боях у Імпхал відбив японський наступ і завдав противнику тяжкої поразки (розгромлено 5 японських дивізій, втрати японців склали 54 тисячі осіб проти 17,5 втрат союзних військ). Це була перша значна поразка японських сухопутних військ. У кампанії 1945 р. його армія провела рішучий наступ і форсувала річку Іраваді. Комбінованим ударом сухопутних військ, морського і повітряного десантів були розгромлені війська в прибережній частині Бірми й взята її столиця Рангун. Після рішучого успіху вищестояще командування спробувало перемістити Сліма на пост командувача 12-ї армією. У той час, коли створена Слімом 14-а армія готувалася до глибокого вторгнення в Британську Малайю, завданням 12-ї армії було визначено придушення осередків опору розрізнених залишків японських військ в Бірмі. Слім вступив в різкий конфлікт з своїм безпосереднім начальником і завдяки втручанню на його користь Головнокомандувача союзними силами в Південно-Східній Азії лорда Маунтбетена залишився на колишній посаді. Намагався змістити Сліма генерал-лейтенант Олівер Ліз, в червні 1945 р. він був відсторонений від посади і Слім був призначений на його місце, ставши Головнокомандувачем сухопутними силами союзників в Південно-Східній Азії. Британські та американські історики високо оцінюють дії Сліма в Бірмі. Бо він зумів знайти ефективні способи протидії японській наступальній тактиці, заснованій на зухвалості. Маючи під командуванням в переважній більшості не британські, а колоніальні частини, Слім успішно вів боротьбу з досвідченими ворожими військами. Рішучу перевагу в силах він отримав тільки в кампанії 1945 р., що також майстерно використав.
З 1946 р. — директор (комендант) Імперського Коледжу оборони. З лютого 1947 р. також ще генерал-ад'ютант Його Величності. У тому ж році йому запропонували посаду Головнокомандувача Індійської армією. Однак Слім відмовився від цієї посади, мотивуючи тим, що з наданням незалежності Індії цей пост стає номінальним, і вийшов у відставку. Він був призначений заступником голови Британських залізниць, також за ним була збережена посада генерал-ад'ютанта. З 1 листопада 1948 р. — він був призначений на вищий військовий пост в країні, ставши начальником Імперського Генерального штабу. 4 січня 1949 р. підвищений до фельдмаршала. 1 листопада 1952 р. звільнений у відставку.
10 грудня 1952 р. став Кавалером Великого хреста Ордена Святого Михаїла і Святого Георгія разом з призначенням на посаду генерал-губернатора Австралії, яку він зайняв 8 травня 1953 р.. 2 січня 1953 р. став Кавалером Ордена святого Іоанна.
Обраний на посаду генерал-губернатора, оскільки він був справжнім героєм війни, бився з австралійцями в Галіполі та на Близькому Сході. У 1954 р. він прийняв королеву Єлизавету II з першим візитом правлячого монарха в Австралію. За заслуги перед королевою під час візиту, 27 квітня 1954 р. він став Кавалером Великого хреста Королівського Вікторіанського ордену. Впродовж усього терміну появи Сліма в посаді, пост прем'єр-міністра займав керівник лібералів Роберт Мензіс.
У 1959 р. Слім вийшов у відставку і повернувся до Великої Британії, де він опублікував свої мемуари «Неофіційна історія» (англ. Unofficial History). Раніше, в 1956 р. він вже видав свою особисту розповідь про кампанію в Бірмі «Поразка в перемогу» (англ. Defeat into Victory). 24 квітня 1959 р. він став Лицарем Ордену Підв'язки. 15 липня 1960 р. удостоєний титулу віконта (1-й віконт Слім Яралумласький) на теренах столиці Австралії і Бішопстона в місті й окрузі Бристоль. Після успішної кар'єри в радах великих британських компаній, 18 червня 1964 р. він був призначений констеблем і губернатором Віндзорського замку.
Вільям Джозеф Слім, 1-й віконт Слім Яралумласький помер у м. Лондоні, у віці 79 років. Прах похований в Віндзорському замку в церкві Святого Георгія. Меморіальна дошка встановлена в соборі Святого Павла.

## Військові звання
| Другий лейтенант                   | 1914 |
| Лейтенант                          | 1917 |
| Капітан                            | 1919 |
| Майор                              | 1933 |
| Підполковник (лейтенант-полковник) | 1938 |
| Полковник                          | 1939 |
| Бригадний генерал                  | 1940 |
| Генерал-майор                      | 1943 |
| Генерал-лейтенант                  | 1944 |
| Генерал                            | 1945 |
| Фельдмаршал                        | 1949 |